# Ivan Božičević (književnik)
Ivan Božičević je hrvatski književnik i književni kritičar.
Piše kritičke osvrte i prikaze za Hrvatsko slovo, Quorum, Dubrovnik, Kolo, Republiku, Riječi, Književnu Rijeku.
Bio je članom ocjenjivačkog suda za dodjelu nagrade Dubravko Horvatić.

## Djela
- Čitateljev svjedok, 1996.
- Posrednikove prosudbe, 2003.[7]
- Pjesnički proplanci, književne kritike,[8] 2009.